# 54. Armee (Japanisches Kaiserreich)
Die 54. Armee (jap. 第54軍, Dai-gojū-yon-gun) war 1945 ein Großverband des Kaiserlich Japanischen Heeres. Ihr Tsūshōgō-Code (militärischer Tarnname) war Forsch (颯, Satsu).  Sie war neben der 59. Armee die letzte während des Pazifikkrieges aufgestellte japanische Armee.

## Geschichte
Am 19. Juni 1945 stellte das Daihon’ei (Japanisches Hauptquartier) in Erwartung einer alliierten Invasion der japanischen Hauptinseln und der vorgelagerten Inseln die 54. Armee unter Generalleutnant Kobayashi Nobuo auf. Sie war mit drei Divisionen, drei Selbstständigen Gemischten Brigaden und einiger Artillerie in Shinshiro, 200 km von Tokio entfernt, stationiert und unterstand der 13. Regionalarmee.
Sie bestand, wie die meisten 1945 im Kaiserreich Japan aufgestellten Einheiten, aus zuvor eingezogenen Rekruten, die weder über eine nötige militärische Ausbildung noch über ausreichende Waffen verfügten. Die 143. Division war zuvor als Teil der 1. Mobilisierungswelle im Februar 1945 aufgestellt, die beiden anderen Division während der 2. (April 1945) und 3. Mobilisierungswelle (Mai 1945).  Teilweise musste auf Waffen aus dem 19. Jahrhundert und auf Bambusspeere zurückgegriffen werden. Während Divisionen mit zweistelliger Nummerierung an die 20.000 Mann Sollstärke hatten kamen die Divisionen mit 100er und 200er Nummern auf knapp 10.000 Mann. Letztgenannte Divisionen verfügten über praktisch keine Transportmittel und waren zur Küstenverteidigung vorgesehen. Ihre Immobilität wurde durch eine überdurchschnittliche Zuteilung von Artillerie und Mörsern ausgeglichen.
Das Operationsgebiet der 54. Armee umfasste die Küste der Präfekturen Aichi und Shizuoka mit einer Küstenlänge von ca. 200 km. Die Divisionen waren in Küstennähe stationiert.
Ohne in Kämpfe verwickelt gewesen zu sein, wurde die 54. Armee am 15. August 1945 aufgelöst.

## Oberbefehlshaber

### Kommandeur
|    | Name                            | Von           | Bis             |
| -- | ------------------------------- | ------------- | --------------- |
| 1. | Generalleutnant Kobayashi Nobuo | 15. Juni 1945 | 15. August 1945 |

### Stabschefs
|    | Name                           | Von          | Bis                |
| -- | ------------------------------ | ------------ | ------------------ |
| 1. | Generalmajor Hanamoto Morihiko | 1. Juni 1945 | 20. September 1945 |

## Untergeordnete Einheiten
- 54. Armee-Stab
- 143. Division
- 224. Division
- 355. Division
- 97. Selbstständige Gemischte Brigade
- 119. Selbstständige Gemischte Brigade
- 120. Selbstständige Gemischte Brigade
- 3. Artillerie-Regiment
- weitere kleinere Einheiten